# Sikorsky S-10
O Sikorsky S-10 foi um avião militar construído no Império Russo que serviu na Frota do Báltico do verão de 1913 a 1915. Após Igor Sikorsky ter construído com sucesso o Sikorsky S-6 para os militares russos, tentou construir outra aeronave para eles. O S-10 era um S-6B modificado produzido pela Russo-Báltica. Aproximadatamente 16 modelos de produção do S-10 foram construídos. Tinha um motor menos potente e com estrutura pouco mais fraca que o S-6 Utilizou um motor de 80 hp Gnome Monosoupape ou um de 100 hp Argus Motoren. Alguns foram utilizados no primeiro porta hidroaviões operacional do mundo.

## Desenvolvimento
Sikorsky construiu um S-10 especial para a competição militar de 1913. Este S-10 em particular utilizava um motor de 80 hp Gnome. O comprimento foi aumentado em 150 mm e era equipado com painéis externos que podiam ser retirados para armazenamento. Os dois assentos eram lado a lado e o manche podia ser utilizado entre o piloto ou o copiloto em voo.
A aeronave recebeu o primeiro prêmio na competição, apesar de faltar velocidade e a manobrabilidade que o S-6B tinha. Sua carga paga de 48% do peso da aeronave era excepcional. Após sua envergadura ter sido reduzida para 3050 mm e o motor Gnome ter sido substituído, o S-10 serviu como avião de treinamento e para reconhecimento na Frota do Báltico.

## Versões

### S-10 Gnome
- Tripulação: 2
- Capacidade: 3
- Comprimento: 8,0 m
- Envergadura: 16,9 m
- Peso básico vazio: 567 kg
- Peso carregado: 1011 kg
- Motor: 1x Gnome Monosoupape de 80 hp (60 kW)
- Carga alar: 22 kg/m²
- Peso/potência: 12.7 kg/hp
- Velocidade máxima: 99 km/h
- Alcance: 500 km
- Subida para 500 m: 5min 20s

### S-10 Argus
- Tripulação: 2
- Capacidade: 3
- Comprimento: 8,0 m
- Envergadura: 13,7 m
- Peso básico vazio: 550 kg
- Peso carregado: 850 kg
- Motor: 1x Argus Motoren de 100 hp (75 kW)
- Carga alar: 24.3 kg/m²
- Peso/potência: 8.5 kg/hp
- Velocidade máxima: 99 km/h
- Alcance: 500 km

## Recordes

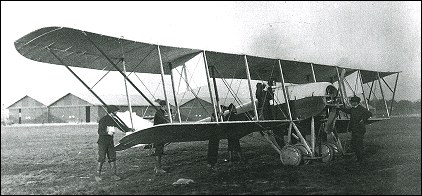
Sikorsky S-10 na versão terrestre

O piloto de teste russo Gleb Alekhnovich bateu o recorde de voar 500 km em 4 horas, 56 minutos e 12 segundos sem parada com o S-10.

## Operadores
Império Russo
- Marinha da Rússia
  - Frota do Báltico